# Бонниер, Адольф
Адольф Бонниер (швед. Adolf Bonnier, 3 мая 1806, Копенгаген, Дания — 31 марта 1867, Стокгольм, Швеция) — шведский книготорговец и издатель. Сын книготорговца Герхарда Бонниера и брат Альберта и Давида Бонниера.

## Биография
Адольф Бонниер приехал в 1827 году в Гётеборг из Копенгагена, где в 1827—1845 годах открыл книжный магазин. В 1829 году он переехал в Стокгольм, где в том же году открыл книжный магазин в Старом городе, который быстро стал успешным. В 1839 году Адольф перенёс свой бизнес на недавно созданный Норрбробасарен на острове Хельгеандсхольмен, где его книжный магазин быстро стал одним из самых популярных мест встреч в городе. С 1849 года Бонниер также активно работал в качестве академического книготорговца в Упсале.
Адольф начал издавать книги в 1832 году, включая произведения Карла Микаэля Бельмана, Карла Августа Никандера (который жил с Бонниером в последние годы своей жизни), Йохана Олофа Валлина и Вильгельма фон Брауна. Издательство продолжало работать от имени Адольфа под руководством его сына Исидора Бонниера до 1904 года. Бонниер также провёл ценные исследования в области истории шведских книжных магазинов.